# Рдзув
Рдзув (пол. Rdzów) — село в Польщі, у гміні Потворув Пшисуського повіту Мазовецького воєводства.
Населення — 451 особа (2011).
У 1975-1998 роках село належало до Радомського воєводства.

## Демографія
Демографічна структура станом на 31 березня 2011 року:
|          | Загалом | Допрацездатний вік | Працездатний вік | Постпрацездатний вік |
| -------- | ------- | ------------------ | ---------------- | -------------------- |
| Чоловіки | 237     | 67                 | 146              | 24                   |
| Жінки    | 214     | 52                 | 112              | 50                   |
| Разом    | 451     | 119                | 258              | 74                   |